# Vesakh

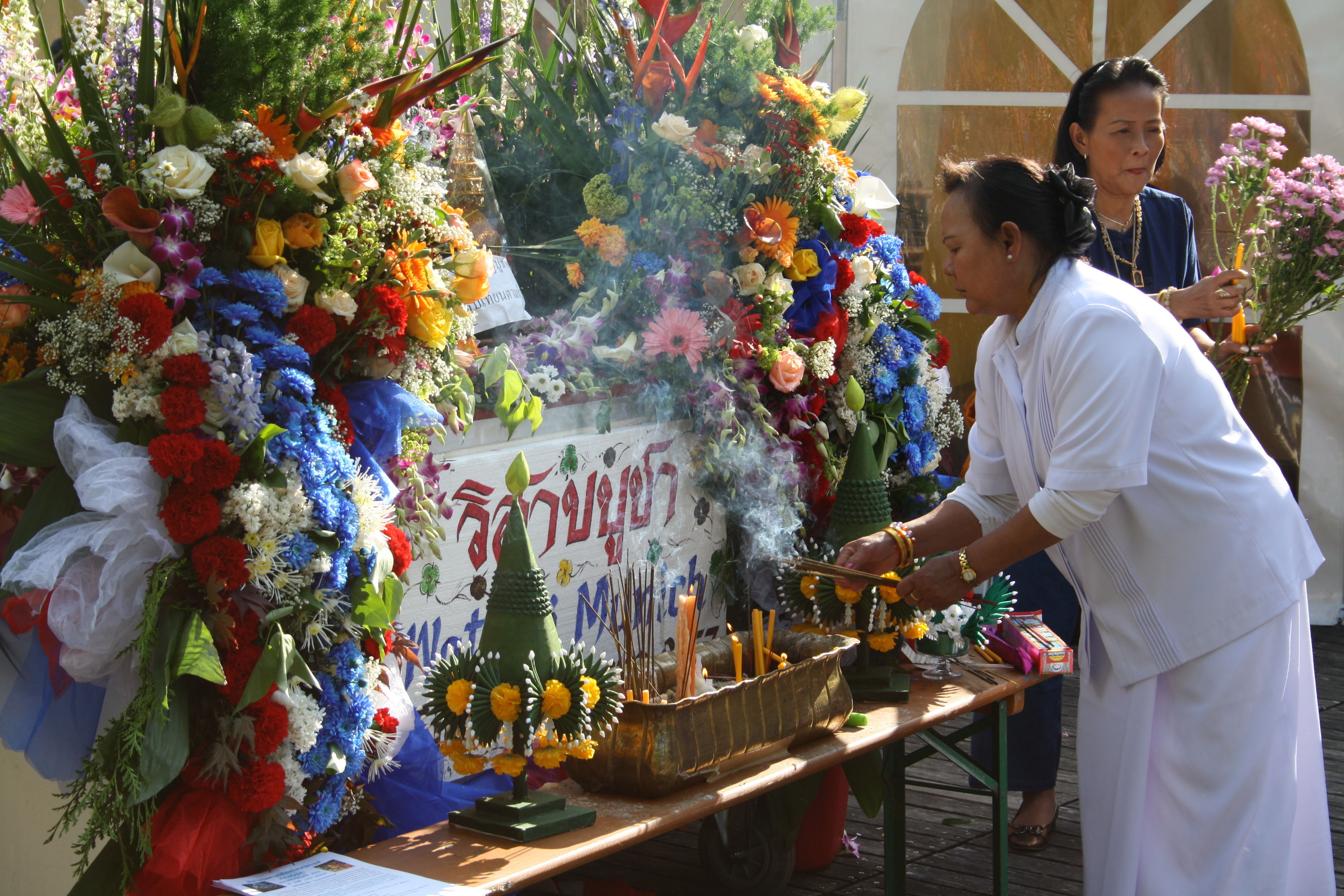
Vesakh in München zum 2600. Jahrestag der Erleuchtung Buddhas im Mai 2012

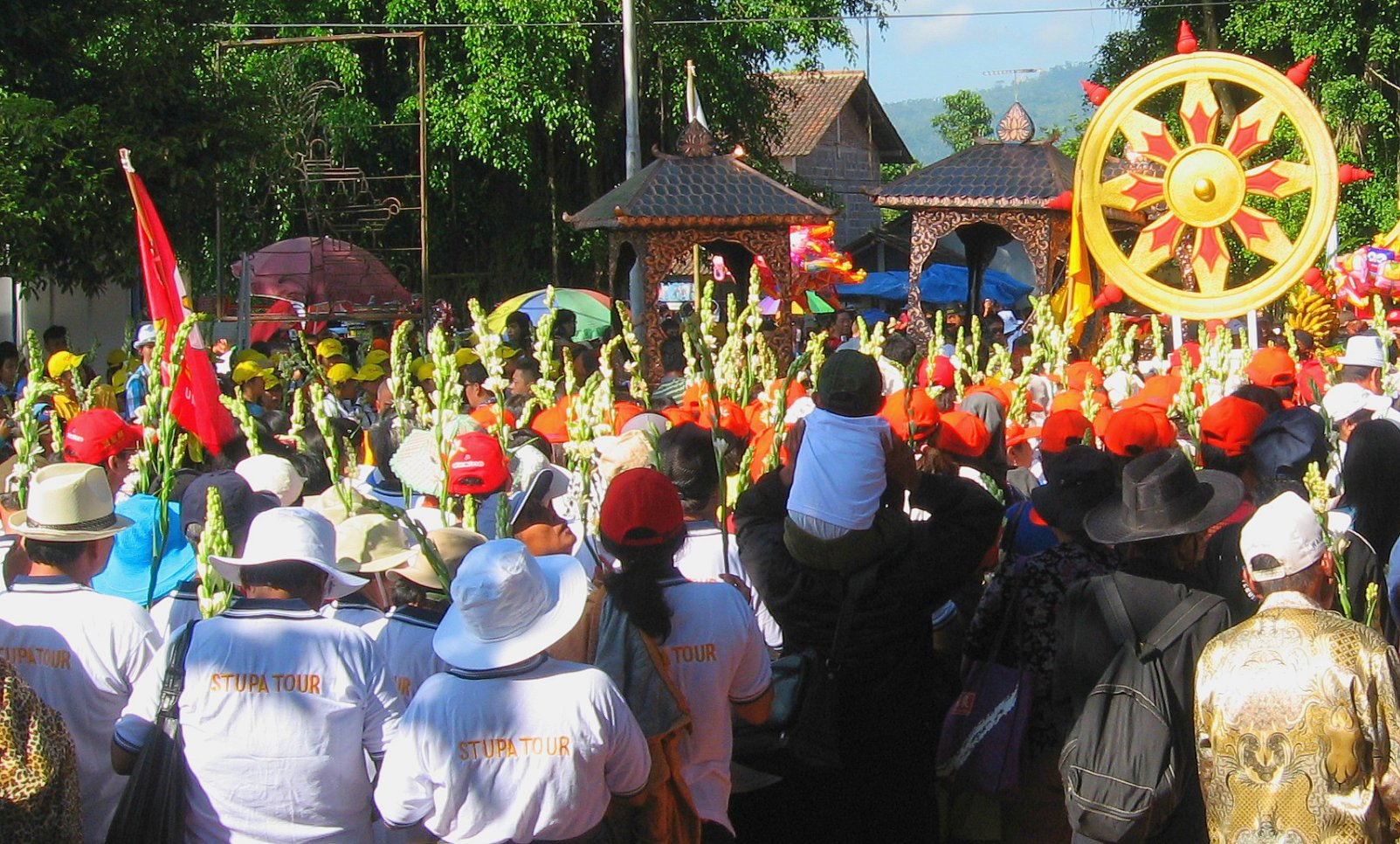
Vesakh-Prozession in Indonesien

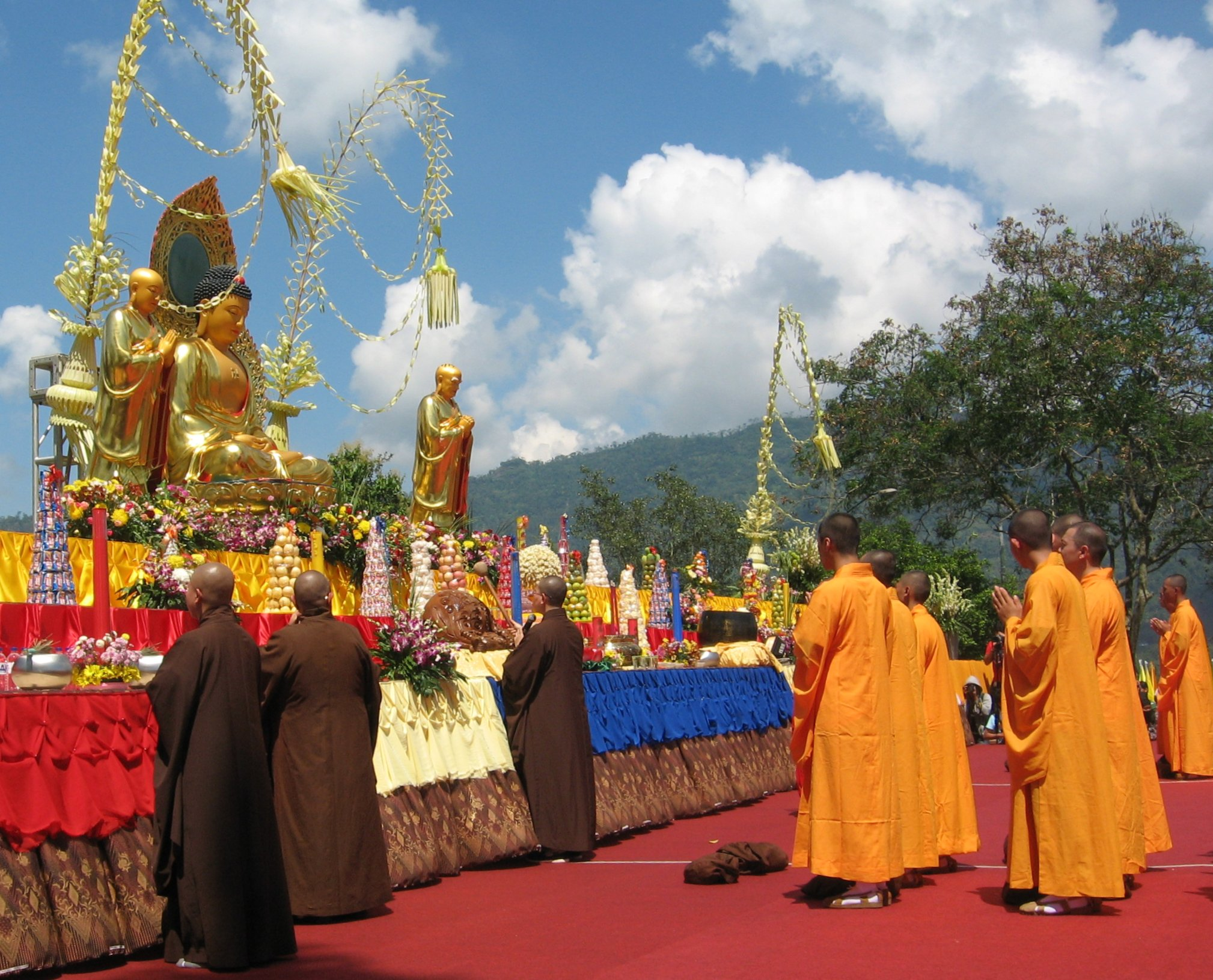
Feierlichkeiten zum Vesak-Tag auf dem Borobodur in Zentraljava, Indonesien

Vesakh (Pali: Vesākha; Sanskr.: वैशाख, Vaiśākha; Hindi: बैसाख, Baisākh = 2. Monat im Hindu-Kalender), Visak, Vesak oder Wesak ist der höchste buddhistische Feiertag. Gefeiert wird Vesakh in Form einer Puja oder mit Prozessionen nach dem Lunisolarkalender am Vollmondtag des vierten Monats (nach dem Sonnenkalender gewöhnlich zwischen Ende April und Anfang Juni). Das Vesakhfest (Visakha Puja) erinnert an die Geburt, die Erleuchtung (Nirwana) und das vollkommene Verlöschen (Parinirvana) des Buddha Siddhartha Gautama und damit seinen Austritt aus dem Kreislauf der Wiedergeburt (Samsara).

## Hintergrund
Das Fest stammt ursprünglich aus der Tradition des Theravada-Buddhismus und wird heute von Buddhisten in aller Welt als der wichtigste gemeinsame Feiertag begangen. Er dient auch der bewussten Suche der Gemeinsamkeiten und gemeinsamen Wurzeln der unterschiedlichen buddhistischen Traditionen in aller Welt. Besonders in den Theravada-Ländern Südostasiens wird Vesakh als größtes Fest des Jahres gefeiert. Neben dem üblichen Vollmondfasten und den Puja-Zeremonien ist es oft auch Brauch, Tiere – insbesondere zuvor dafür gefangene Vögel – freizulassen, um seinen Bemühungen Ausdruck zu verleihen, zum Wohl aller Wesen zu wirken. Häufig wird an diesem Feiertag die Internationale Buddhistische Flagge, als Symbol der weltweiten buddhistischen Einheit, gehisst.
In Deutschland sind die Buddhisten der verschiedenen Richtungen unter dem Dach der Deutschen Buddhistischen Union vereinigt, die alljährlich öffentliche Feiern zu Vesakh organisiert, zum Beispiel in München im Westpark. Die Österreichische Buddhistische Religionsgesellschaft ist die Dachorganisation und die Vertretungskörperschaft für die in Österreich lebenden Buddhisten, die auch buddhistische Feiern organisiert. In Wien findet die Feier, beim Friedensstupa am Handelskai an der Donau und in Graz beim Stupa im Grazer Volksgarten, statt.
Vesakh wurde, in Würdigung des buddhistischen Beitrags zur Weltkultur, 1999 auch von der UN-Generalversammlung als „internationaler Feiertag“ anerkannt.

## Kalender
Das Vesakhfest findet als von den Vereinten Nationen anerkannter internationaler Feiertag am ersten Vollmond des Monats Mai statt. Viele buddhistische Gemeinschaften feiern das Vesakhfest gemäß ihrer Tradition auch zu Terminen, die hiervon mitunter um einige Wochen abweichen können. Das ist beispielsweise bei Buddhisten der Fall, die sich nach dem thailändischen oder dem chinesischen Lunisolarkalender richten.